# Kim Yu-bin
Kim Yu-bin (en hangul, 김유빈; Gwangju, 4 de octubre de 1988), más conocida como Yubin, es una cantante, rapera, bailarina, baterista, compositora, MC, DJ de radio, modelo, actriz, productora discográfica y productora surcoreana. Fue la rapera principal, vocalista, bailarina y baterista del exgrupo femenino Wonder Girls.

## Biografía
Yu Bin nació el 4 de octubre de 1988 en Gwangsan, una provincia de Gwangju, en Corea del Sur. Asistió a la Escuela Primaria JungAm Elementary School y tiempo después, a la preparatoria Anyang High School, escuela que tuvo que dejar debido al traslado de su familia a San José, California, Estados Unidos, por motivos laborales de sus padres, ahí ingreso a la Escuela Preparatoria Leland High School.
Una vez en Estados Unidos acudió a una audición para Good Entertainment, y tras ser aceptada regresó a Corea para poder entrenar, tiempo después fue seleccionada para formar parte del grupo de chicas, "Five Girls", junto a G.NA, Uee de After School, Hyosung de Secret y Jiwon de Spica. El grupo debutó en televisión con el programa "Diary of Five Girls", sin embargo, debido a los problemas financieros de Good Entertainment, el grupo se disolvió poco antes de su debut en los escenarios, el cual estaba programado para el año 2007. Fue entonces cuando cambió de empresa.

## Carrera

### 2007: Debut con Wonder girls
El director de Good Entertainment al ver las cualidades de Yubin pidió a J.Y. Park que la uniera a su compañía. Tras una audición J.Y. Park la aceptó y debido a que Wonder Girls estaba a punto de lanzar su primer álbum y de que días antes, Hyuna, la rapera del grupo, se salió del grupo debido a una enfermedad, la incorporó como reemplazo de emergencia. Hizo su debut en los escenarios el 8 de septiembre de 2007 en el programa Music Bank.

### 2013: Aparición en dramas y colaboraciones
En 2013, Yubin realizó su primer trabajo como actriz en el drama "The Virus" de la cadena por cable OCN, recibiendo buenas críticas por su actuación, más tarde realizó una colaboración con Ivy para su sencillo "I Dance", donde también participó en el vídeo.Tiempo después colaboró con Taecyeon y San E para el tema "It's Time" del álbum de 2PM "Grand Edition", donde participó en la composición de la letra.

### 2014- 2015: Colaboraciones y trabajos como productora
Trabajó con Sun Mi hizo en su miniálbum "Full Moon", donde se encargó del rap de la canción, "Who Am I".
A finales de julio del mismo año, se anunció el debut en solitario de Ye Eun, en el que Ye Eun y Yu Bin fueron las productoras del disco y del MV para el tema principal "Ain't Nobody". Viajaron a Estados Unidos para filmarlo. 
La empresa confirmó que Yu Bin estaba trabajando como productora de un pequeño documental sobre el álbum de Ye Eun, "ME". El 19 de agosto de 2014, JYP Entertainment en su cuenta de Youtube reveló el documental que llevaba el nombre de deep inside of HA:T, donde también fue la DJ.
El 18 de agosto, de 2015, durante las promociones del tercer álbum del grupo "Reboot" anunciaron que Yu Bin formaría parte del elenco de la segunda temporada del reality Unpretty Rapstar.

### 2017: Separación del grupo
El 26 de enero de 2017, JYP Entertainment anunció oficialmente la separación del grupo, declarando que "...luego de 10 años, Wonder Girls se disuelve". Yu Bin, al igual que Hye Rim renovó su contrato con JYP, pero Ye Eun y Sun Mi decidieron abandonar la compañía. El 10 de febrero, como agradecimiento a todos los fanes, el grupo lanzó una última canción el día de su 10° aniversario.
2020:Su propia agencia.
El 18 de febrero de 2020 Yu Bin público una foto en su Instagram presentando su propia agencia .El 10 de marzo RRR ENTERTAINMENT reveló que Hyerim se incorporaría a la agencia,por sugerencia de Yu Bin  . 

## Discografía
| Título                                            | Fecha | Posición en los charts | Posición en los charts | Posición en los charts | Album             |
| Título                                            | Fecha | KOR                    | KOR Hot                | US World               | Album             |
| ------------------------------------------------- | ----- | ---------------------- | ---------------------- | ---------------------- | ----------------- |
| "Lady" (숙녀 (淑女))                              | 2018  | —                      | 96                     | —                      | 都市女子          |
| "Thank U Soooo Much"                              | 2018  | —                      | —                      | 21                     | TUSM              |
| "Silent Movie" (무성영화) (featuring Yoon Mi-rae) | 2019  | —                      | —                      | —                      | Start of the End  |
| "Yaya (Me Time)" (넵넵)                           | 2020  | —                      | —                      | —                      | -                 |
| "Wave"                                            | 2020  | —                      | —                      | —                      | Traveller, No.501 |
| "Perfume" (향수)                                  | 2021  | —                      | —                      | —                      | -                 |

## Filmografía

### Series de televisión
| Año  | Título | Personaje  | Notas |
| ---- | ------ | ---------- | ----- |
| 2019 | V.I.P  | Cha Se-rin |       |

### Películas
| Año | Título                      | Personaje | Notas |
| --- | --------------------------- | --------- | ----- |
| TBA | Lovely Voice: The Beginning | -         | [ 7 ] |

### Programas de variedades
| Año   | Título                                    | Canal                         | Notas                                        |
| ----- | ----------------------------------------- | ----------------------------- | -------------------------------------------- |
| 2021- | How A Family Is Made (We Became a Family) | MBC / Discovery Channel Korea | miembro                                      |
| 2021  | King of Mask Singer                       | MBC                           | (ep. #289-290) - concursó como "Snow Flower" |
| 2020  | Let Us Take Your Order                    | MBC every1                    | invitada                                     |
| 2018  | I Can See Your Voice                      | Mnet                          | ep. 5                                        |
| 2012  | Running Man                               | SBS                           | ep. 117                                      |